# Ostřice dvoudomá
Ostřice dvoudomá (Carex dioica, syn.: Vignea dioica), neboli tuřice dvoudomá, je druh jednoděložné rostliny z čeledi šáchorovité (Cyperaceae).

## Popis
Jedná se o celkem drobnou rostlinu, dosahuje výšky pouze 10–30 cm. Je vytrvalá a vytváří výběžky, ze kterých vyrůstají jednotlivé lodyhy, na rozdíl od druhu ostřice Davallova je netrsnatá. Lodyha je zaobleně trojhranná, víceméně hladká. Listy jsou střídavé, přisedlé, s listovými pochvami. Čepele listu jsou asi 0,5–1 mm široké, žlábkovité, štětinovité, kratší než lodyha. Pochvy dolních listů jsou bledě hnědé. Ostřice dvoudomá patří mezi jednoklasé ostřice, to znamená, že na vrcholu lodyhy je pouze 1 klásek. Jak napovídá jméno, je to rostlina dvoudomá, existují tedy samčí a samičí rostliny. Okvětí chybí. V samčích květech jsou zpravidla 3 tyčinky. Čnělky jsou většinou 2. Plodem je mošnička, která je vejčitá, asi 2,5–3,5 mm dlouhá, na vrcholu zúžená v krátký zobánek. Každá mošnička je podepřená plevou, která je rezavě hnědá se zeleným kýlem, na vrcholu blanitě lemovaná. Mošničky jsou za plodu kolmo odstálé. Kvete nejčastěji v květnu až v červnu. Počet chromozómů: 2n=52.

## Rozšíření
Ostřice dvoudomá v užším pojetí (Carex dioica s. str.) je rozšířena hlavně v severní Evropě, méně zasahuje až do Evropy střední. V jihozápadní Evropě se vyskytuje jen ostrůvkovitě, v jihovýchodní části Evropy skoro chybí. Na východ její areál sahá na západní Sibiř. Existuje blízce příbuzný druh Carex gynocrates, někdy udávaný jako poddruh ostřice dvoudomé: Carex dioica subsp. gynocrates. Ta je rozšířena od střední Sibiře po Dálný východ, na Aljašce, v Kanadě, v Grónsku a na severu USA. Mapka rozšíření zde: subsp. dioica i subsp. gynocrates: .

## Rozšíření v Česku
Roste na rašeliništích a rašelinných loukách od pahorkatin po hory. V ČR je to vzácný a kriticky ohrožený druh (kategorie C1). V oblastech s absencí rašelinišť zcela chybí.

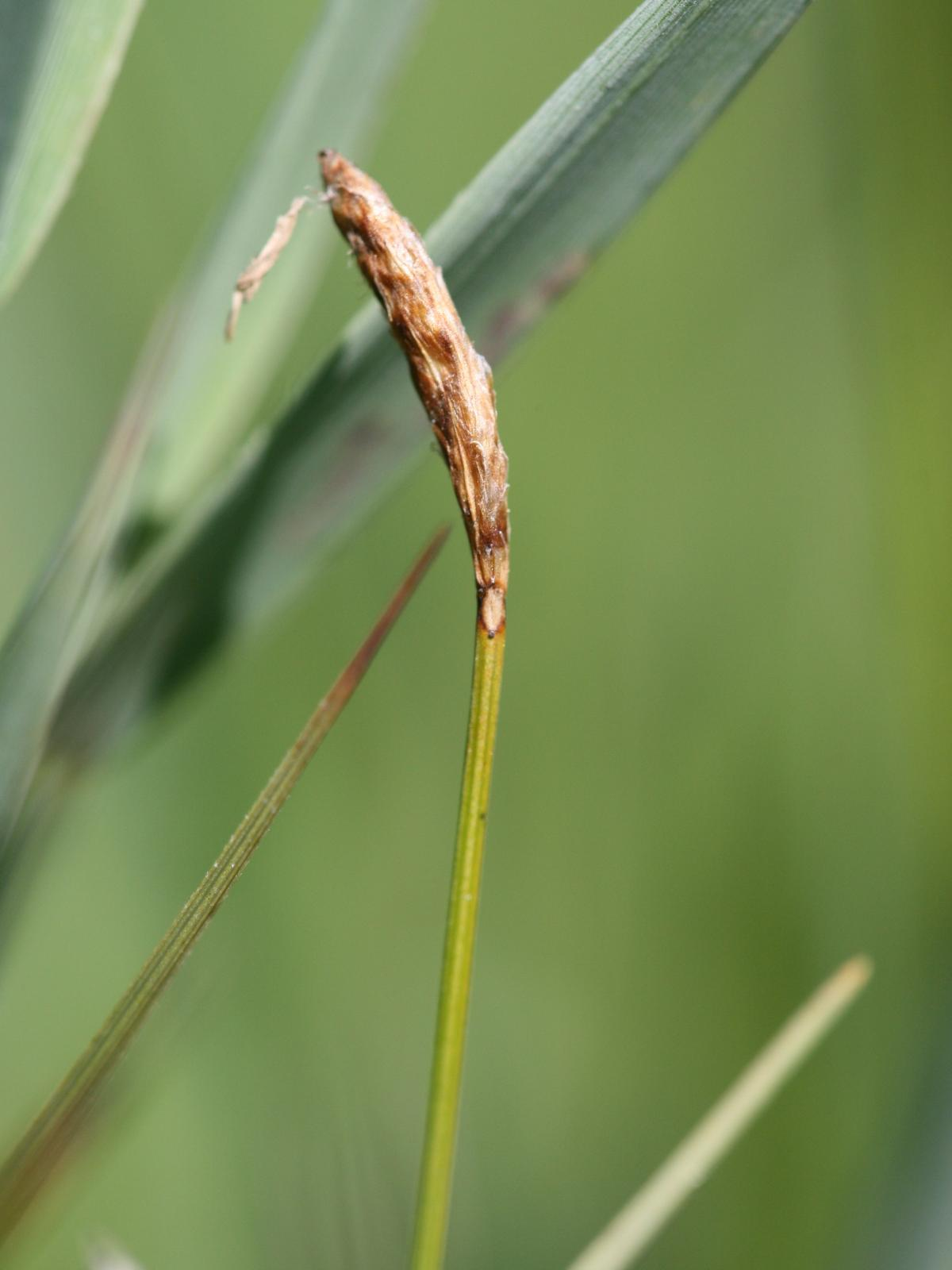
Ostřice dvoudomá – samčí rostlina